# Chemische Elemente der vierten Periode
Die vierte Periode des Periodensystems der Elemente beinhaltet alle chemischen Elemente, die genau vier Elektronenschalen im Atom besitzen. Die innerste (erste)  Elektronenschale ist voll besetzt und besitzt zwei Elektronen. Die zweite Elektronenschale ist ebenfalls voll besetzt und besitzt acht Elektronen. Die dritte Elektronenschale besitzt mindestens acht und maximal 18 Elektronen. Die äußerste (vierte) Elektronenschale, auch Valenzschale genannt, kann zwischen ein und acht Elektronen aufnehmen. Somit befinden sich insgesamt 18 chemische Elemente in der vierten Periode.

## Auszug aus dem Periodensystem
| Gruppe              | 1    | 2     | 3     | 4     | 5    | 6     | 7     | 8     | 9     | 10    | 11    | 12    | 13    | 14    | 15    | 16    | 17    | 18    |
|                     | I    | II    |       |       |      |       |       |       |       |       |       |       | III   | IV    | V     | VI    | VII   | VIII  |
| Ordnungszahl Symbol | 19 K | 20 Ca | 21 Sc | 22 Ti | 23 V | 24 Cr | 25 Mn | 26 Fe | 27 Co | 28 Ni | 29 Cu | 30 Zn | 31 Ga | 32 Ge | 33 As | 34 Se | 35 Br | 36 Kr |

| Alkalimetalle | Erdalkalimetalle | Übergangsmetalle | sonstige Metalle | Halbmetalle | Halogene | Edelgase |

## Magische Zahl
Die chemischen Elemente Calcium und Nickel mit der Ordnungszahl 20 bzw. 28 besitzt im Grundzustand des Atomkerns eine höhere Stabilität als benachbarte Nuklide. Diese besonderen Ordnungszahlen werden als magische Zahlen bezeichnet.

## Anzahl der Elektronen in den Elektronenschalen
| Elektronenschale | Anzahl der Elektronen | Anzahl der Elektronen | Anzahl der Elektronen | Anzahl der Elektronen | Anzahl der Elektronen | Bemerkung                               |
| Elektronenschale | Insgesamt             | s-Orbital             | p-Orbital             | d-Orbital             | f-Orbital             | Bemerkung                               |
| ---------------- | --------------------- | --------------------- | --------------------- | --------------------- | --------------------- | --------------------------------------- |
| 1                | 2                     | 2                     | -                     | -                     | -                     | innerste Elektronenschale               |
| 2                | 8                     | 2                     | 6                     | -                     | -                     |                                         |
| 3                | 8 bis 18              | 2                     | 6                     | 0 bis 10              | -                     |                                         |
| 4                | 1 bis 8               | 1 bis 2               | 0 bis 6               | -                     | -                     | äußerste Elektronenschale, Valenzschale |

## Liste
| Ordnungszahl | Symbol | Name      | Elementkategorie | Aggregatzustand | Elektronenkonfiguration |
| ------------ | ------ | --------- | ---------------- | --------------- | ----------------------- |
| 19           | K      | Kalium    | Alkalimetalle    | fest            | [Ar] 4s1                |
| 20           | Ca     | Calcium   | Erdalkalimetalle | fest            | [Ar] 4s2                |
| 21           | Sc     | Scandium  | Übergangsmetalle | fest            | [Ar] 3d1 4s2            |
| 22           | Ti     | Titan     | Übergangsmetalle | fest            | [Ar] 3d2 4s2            |
| 23           | V      | Vanadium  | Übergangsmetalle | fest            | [Ar] 3d3 4s2            |
| 24           | Cr     | Chrom     | Übergangsmetalle | fest            | [Ar] 3d5 4s1            |
| 25           | Mn     | Mangan    | Übergangsmetalle | fest            | [Ar] 3d5 4s2            |
| 26           | Fe     | Eisen     | Übergangsmetalle | fest            | [Ar] 3d6 4s2            |
| 27           | Co     | Cobalt    | Übergangsmetalle | fest            | [Ar] 3d7 4s2            |
| 28           | Ni     | Nickel    | Übergangsmetalle | fest            | [Ar] 3d8 4s2            |
| 29           | Cu     | Kupfer    | Übergangsmetalle | fest            | [Ar] 3d10 4s1           |
| 30           | Zn     | Zink      | Übergangsmetalle | fest            | [Ar] 3d10 4s2           |
| 31           | Ga     | Gallium   | sonstige Metalle | fest            | [Ar] 3d10 4s2 4p1       |
| 32           | Ge     | Germanium | Halbmetalle      | fest            | [Ar] 3d10 4s2 4p2       |
| 33           | As     | Arsen     | Halbmetalle      | fest            | [Ar] 3d10 4s2 4p3       |
| 34           | Se     | Selen     | Halbmetalle      | fest            | [Ar] 3d10 4s2 4p4       |
| 35           | Br     | Brom      | Halogene         | flüssig         | [Ar] 3d10 4s2 4p5       |
| 36           | Kr     | Krypton   | Edelgase         | gasförmig       | [Ar] 3d10 4s2 4p6       |